# Familie in Tieren
Die Familie in Tieren nach Luitgard Brem-Gräser (1957) ist eine projektive Untersuchungsmethode für Kinder, bei der der Proband seine Familienmitglieder als Tiere zeichnerisch darstellen soll. Die Methode zählt wie der Rorschach-Test zu den projektiven Verfahren. Durch die zeichnerische Anwendung soll es dem Kind leichter fallen, sich rückschlussgebend zu äußern. Kinder können so Konflikte im familiären Zusammenhang darstellen, ohne sich dabei der Sprache zu bedienen. Die Durchführung erfolgt in einer ruhigen Atmosphäre. Die Instruktion lautet, dass das Kind sich seine Familie in Tieren vorstellen und diese Tiere jetzt zeichnen soll.
Die Auswertung erfolgt in „freier“ Interpretation nach tiefenpsychologisch oder systemisch orientierten Kriterien zu bestimmten Gesichtspunkten. Die Autorin selbst gibt hier eine Hilfestellung mit einem Katalog der Tiereigenschaften. Als weiteres Kriterium gilt die Anordnung, Größe und Art der Tiere auf dem Bild:
- Welche Familienmitglieder werden in der gleichen Ebene gezeichnet?
- Wer wendet sich wem zu?
- Wer wendet sich von wem ab?
- Welche räumlichen Distanzen bestehen zwischen den Familienmitgliedern?
- Wie groß sind die Tiere dargestellt?
- Welche Übereinstimmungen bzw. Unterschiede gibt es hinsichtlich der Gattung der gezeichneten Tiere (zum Beispiel Haus- oder Wildtiere, Säugetiere, Insekten etc.)?

Anders als beim Rorschach-Test sind die Zeichnungen nicht zwingend a priori bedeutungslos. Sie werden vom Tester subjektiv bewertet.

## Beurteilung des Verfahrens
Das Testkuratorium deutscher Psychologenvereinigungen kommt in seiner Rezension von 2014 zu dem Ergebnis, dass "Familie in Tieren" aufgrund der ausschließlich auf Intuition beruhenden Interpretation die Mindestanforderungen an Gütekriterien psychodiagnostischer Verfahren nicht erfüllt und rät davon ab, "aufgrund eines bestimmten Testergebnisses eine bestimmte Entscheidung über das Kind [...] zu treffen." Petermann hält die Verwendung von „Familie in Tieren“ daher als Test für nicht verantwortbar und die Verwendung als Explorationshilfe für spekulativ. Christiane Lutz wies diese Einschätzung zurück.
Ritter und Zizek arbeiteten anhand einer Untersuchung auf der Basis der Objektiven Hermeneutik nach Ulrich Oevermann heraus, in welchem Maße sich Familienbeziehungen und Objektrepräsentationen mit diesem Verfahren erfassen lassen.

## Variationen
Variationen sind u. a. die Testanordnung Verzauberte Familie von Marta Kos-Robes und Gerd Biermann (Untersuchungen ab 1956) und Zoo-Familien-Spiel der italienischen Kinderpsychotherapeutin Sabina Manes (1993).